# Роџер Д. Корнберг
Роџер Дејвид Корнберг (енгл. Roger David Kornberg; Сент Луис, 24. април 1947) је амерички биохемичар и професор структуралне биологије на Универзитету Станфорд.
Корнберг је добитник Нобелове награде за хемију 2006. „за проучавање молекуларне основе еукариотске генетичке транскрипције“. Овим истраживањем је објашњен процес преписивања информације са ДНК на РНК у живим организмима.
Корнберг је завршио студије хемије на Универзитету Харвард 1967., а докторску тезу из хемијске физике је одбранио на Станфорду 1972.